# Thioamide

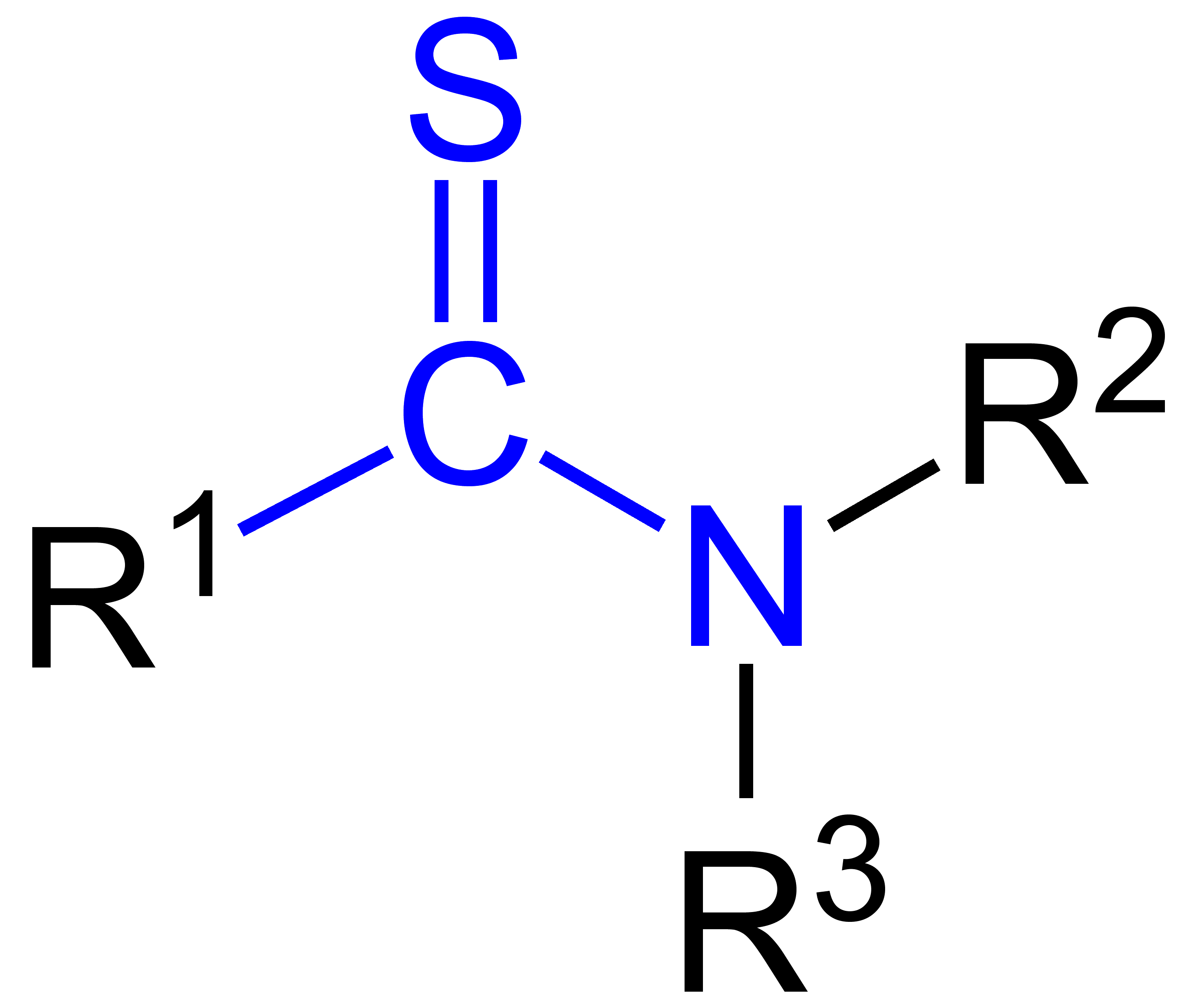
Algemene structuurformule van een thioamide.

De thioamiden vormen een groep van organische verbindingen. Het zijn de zwavelanaloga van gewone amiden: het zuurstofatoom van de carbonylgroep is hierbij vervangen door zwavel. Een bekend en veelgebruikt thioamide is thioaceetamide, dat aangewend wordt als bron van in situ gegenereerde sulfide-ionen.

## Synthese
De meest eenvoudige bereidingsmethode voor thioamiden berust op de additie van waterstofsulfide aan een nitril:
De beperking van deze reactie is dat er enkel primaire thioamiden kunnen gevormd worden (2 waterstofatomen aan het stikstof gebonden). Voor hoger gesubstitueerde thioamiden wordt het overeenkomstige amide in reactie gebracht met Lawessons reagens of fosforpentasulfide. Een alternatieve methode is de Willgerodt-Kindler-reactie, waarbij benzylthioamiden worden gevormd.

## Toepassingen
Thioamiden vormen een groep van geneesmiddelen die gebruikt worden ter behandeling van hyperthyreoïdie.
Daarnaast worden zij gebruikt in de biochemie, waar ze ingebouwd worden in peptiden om structurele analoga te verkrijgen. Thioamiden inhibiteren namelijk het enzym thyreoperoxidase in de schildklier, waardoor de aanmaak van tri-joodthyronine en thyroxine sterk gereduceerd wordt.
Verder zijn er enkele thioamiden die als chemisch bestrijdingsmiddel worden ingezet. Een voorbeeld is het herbicide chloorthiamide.